# Dicranota trifurcata
Dicranota (Ludicia) trifurcata là một loài ruồi trong họ Pediciidae. Chúng phân bố ở vùng sinh thái Palearctic.